# Buller Stadden
Pour les articles homonymes, voir Buller.

a Compétitions nationales et continentales officielles uniquement.

b Matchs officiels uniquement.
William James Wood Stadden dit Buller Stadden, né en 1861 à Cardiff et mort le 30 décembre 1906 à Dewsbury (Angleterre), est un joueur de rugby à XV international gallois évoluant au poste de demi de mêlée ou de demi d'ouverture.

## Biographie
Il serait suicidé après avoir tué sa femme le jour de Noël 1906.